# Exelby, Leeming and Londonderry
Exelby, Leeming and Londonderry är en civil parish i Storbritannien.   Den ligger i grevskapet North Yorkshire och riksdelen England, i den centrala delen av landet, 300 km norr om huvudstaden London. Antalet invånare är 2 259.